# Province d'Antonio Quijarro
La province d'Antonio Quijarro (en espagnol : Provincia de Antonio Quijarro) est l'une des 16 provinces du département de Potosí, en Bolivie. Son chef-lieu est la ville d'Uyuni.